# Синьо бърдо
Сѝньо бъ̀рдо е село в Северозападна България. То се намира в община Роман, област Враца.

## География
Село Синьо бърдо се намира на около 20 километра от град Мездра и на около 22 километра от град Роман. Синьо бърдо се намира в планински район. Също така селото се намира и на 30 километра от областния център Враца и на около 80 километра от София 

## История
В 1800 година е построена църквата „Свети Архангел Михаил“. Иконописта в храма е била дело на дебърския майстор Велко Илиев. Църквата е разрушена в 1964 година за построяване на училището.
Съборът на селото  е на  21 ноември.

## Население
Преброяване на населението през 2011 г.
Численост и дял на етническите групи според преброяването на населението през 2011 г.:
|                     | Численост | Дял (в %) |
| Общо                | 457       | 100,00    |
| Българи             | 38        | 8,31      |
| Турци               | 0         | 0,00      |
| Цигани              | 0         | 0,00      |
| Други               | 0         | 0,00      |
| Не се самоопределят | 0         | 0,00      |
| Неотговорили        | 418       | 91,46     |